# Szuzuki Hideto
Szuzuki Hideto (Hamamacu, 1974. október 7. –) japán válogatott labdarúgó.
A japán válogatott tagjaként részt vett az 1999-es Copa América.

## Statisztika
| Japán válogatott | Japán válogatott | Japán válogatott |
| Időszak          | Mérk.            | gól              |
| ---------------- | ---------------- | ---------------- |
| 1997             | 1                | 0                |
| Összesen         | 1                | 0                |